# 노르웨이의 연금
노르웨이의 연금은 국가연금, 퇴직연금, 개인연금의 세가지가 있다.

## 국가연금

### 기초노령연금
67세부터 기초노령연금을 받는다.
2011년을 기점으로 노르웨이의 기초노령연금제도는 폐지되었다.

## 같이 보기
- 노르웨이 정부연기금
- 노르웨이의 경제